# Eberswalder Straße
Eberswalder Straße – ulica w Berlinie, w Niemczech, w dzielnicy Prenzlauer Berg, okręgu administracyjnym Pankow.  
Przy ulicy znajduje się stacja metra linii U2 Eberswalder Straße.